# Spodek
Le Spodek (soucoupe en polonais) est une salle omnisports située à Katowice en Pologne. La salle principale (Hala Główna) se trouve au cœur d'un complexe comprenant une patinoire de 1 182 places (Lodowisko Spodek « Satelita »), une salle annexe de 362 places (Sala gimnastyczna "Spodek"), un hôtel et des parkings.
Ouvert en 1971 sous le nom de Wojewódzka Hala Widowiskowo-Sportowa w Katowicach, le Spodek peut accueillir jusqu'à 11 500 spectateurs (7 776 sièges permanents, 1 560 sièges provisoires et 1 700 places additionnelles), bien que ce nombre soit dans la pratique limitée à 10 000 ou même 8 000, en raison de la disposition de la scène obscurcissant la vue. Son nom signifie « soucoupe » en polonais, parce qu'il ressemble à une soucoupe volante inclinée.

## Histoire
L'idée de construire une installation culturelle et sportive à Katowice fut projetée en 1955, tandis que la ville était temporairement rebaptisé Stalinogród. Au départ, le bâtiment devait être construit à la périphérie de la ville dans le parc régional de culture et de loisirs de Silésie.
En 1959, Stowarzyszenie Architektów Polskich (Association des architectes polonais) lança un concours pour la mise en œuvre du projet et sélectionner le meilleur design. Le gagnant du concours était une équipe de concepteurs de Varsovie appartenant au Biura Studiów i Projektów Typowych Budownictwa Przemysłowego et représentée par les architectes Maciej Gintowt et Maciej Krasiński.
Après la présentation du projet, la décision du gouverneur de l'époque, le général Jerzy Ziętek, a été de bâtir l'enceinte à proximité du centre historique afin d'en faire un symbole de la ville. Le site d'une décharge de déchets miniers classé "A2" a été choisi pour la construction. "A2" signifiait un risque moyen d'effondrement souterrain dû à l'exploitation minière. Le projet a été étendu avec la construction d'un gymnase, d'une patinoire, d'un hôtel, et deux piscines (piscines non construites en raison de coûts élevés).
En creusant les fondations, les ouvriers ont foré dans le charbon au lieu du sol. Peu de temps après le commencement des travaux, des rumeurs sur les défauts de conception du nouveau bâtiment se sont répandues, notamment le fait que le dôme s'effondrerait en l'absence des échafaudages. De ce fait, en 1964, la construction a été interrompue pendant 18 mois. Les architectes et les ingénieurs du projet sont alors entrés dans le dôme lorsque les supports ont été démantelés comme une réponse à ces rumeurs. Avant d'ouvrir le bâtiment au public, des essais ont été effectués, 3 500 soldats ont marché dans la salle, et la vibration du bâtiment a été mesurée. Le résultat du test fut positif.
La patinoire annexe (Lodowisko Spodek, surnommée "Satelitą") fut mise en service le 16 novembre 1969 et sert actuellement de domicile au GKS Katowice.
La cérémonie d'ouverture eu lieu le 9 mai 1971, en présence de plus de 12 000 personnes, dans un grand gala mettant en vedette le groupe de danse "Śląsk", ainsi que les chanteuses Anna German et Ewa Decówna.
Le budget alloué à la construction de la salle était de 200 millions de złotys, mais finalement le coût était d'environ 800 millions.
En 1973, on lui invente le nom de "Latający Spodek" (soucoupe volante).
En 2008, un système d'air conditionné a été installé.
En 2009, le Spodek a subi plusieurs rénovations en préparation du tour final de l'EuroBasket 2009. Le lifting comprend un nouveau tableau d'affichage vidéo cylindrique DEL, des loges VIP, un meilleur éclairage et divers autres améliorations. Le coût total de la modernisation est estimé à 70 millions de zlotys.
Depuis 2011, la salle accueille des tournois d'esport dans les IEM, ce qui en fait l'une des salles les plus importantes de la scène compétitive.
En 2015, le centre international des congrès de Katowice est construit à côté du Spodek et des événements sont organisés en commun dans les deux ensembles.

## Événements
- Championnats d'Europe d'athlétisme en salle 1975, 8 et 9 mars 1975
- Metalmania, 1986 à 1990, 1997 à 1998 et depuis 2000
- Concert de Pearl Jam, 16 juin 2000
- Finale de la Ligue mondiale de volley-ball 2001
- Finale de la Ligue mondiale de volley-ball 2007
- Phase finale du Championnat d'Europe de basket-ball 2009, 17-20 septembre 2009
- Championnat d'Europe féminin de volley-ball 2009
- Championnat d'Europe féminin de basket-ball 2011
- Championnat du monde masculin de volley-ball 2014
- Championnat d'Europe masculin de handball 2016
- Championnat du monde masculin de volley-ball 2022
- Championnat du monde masculin de handball 2023
- Intel Extreme Masters
- Tournoi de tennis de Katowice

## Galerie

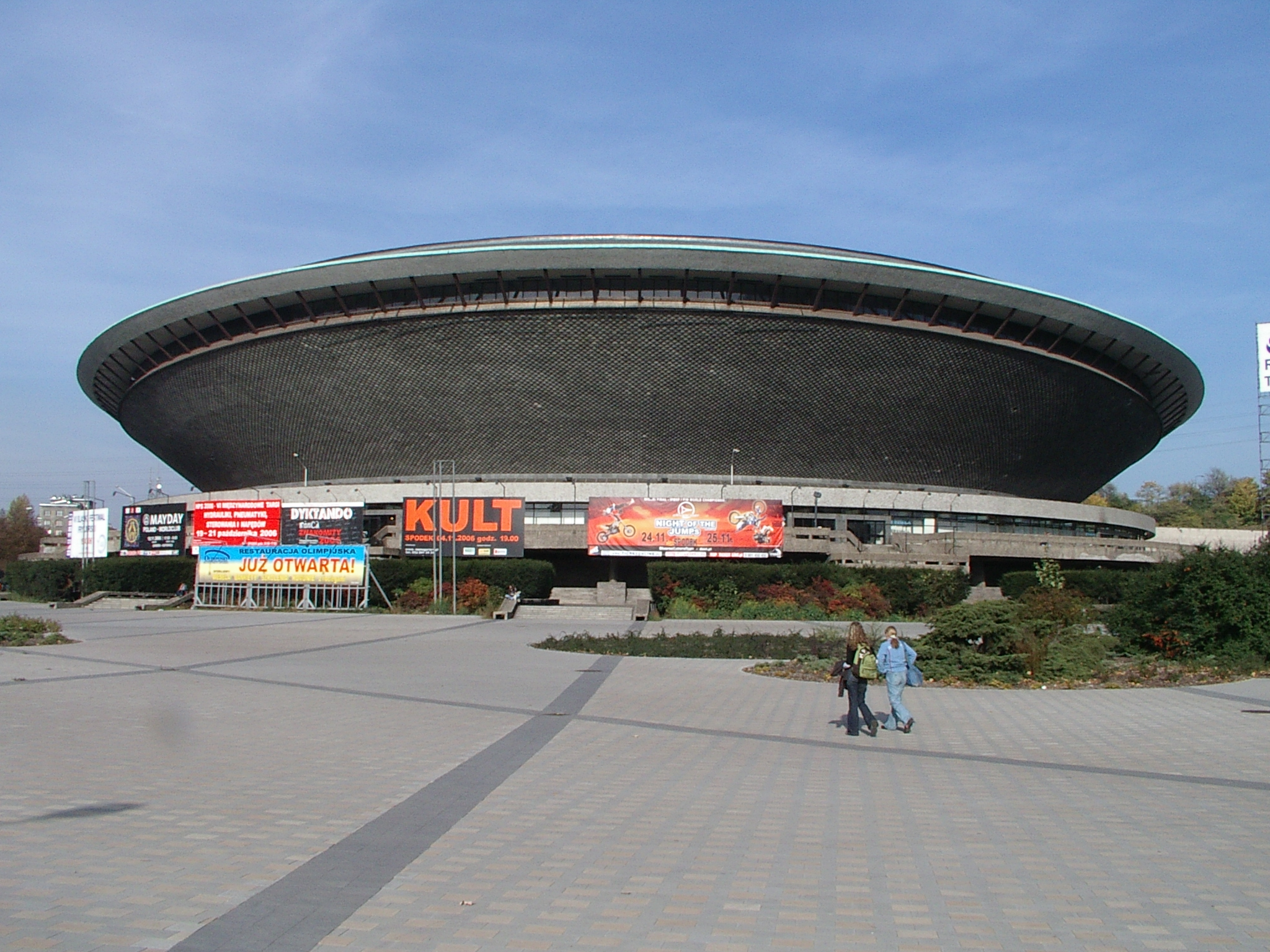
Spodek en 2006
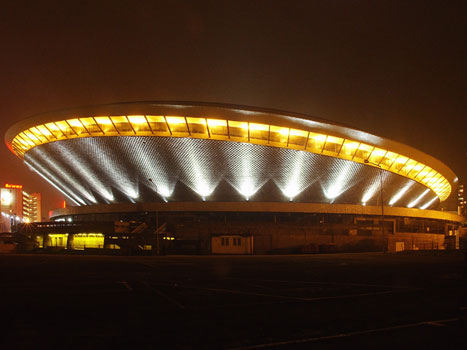
De nuit
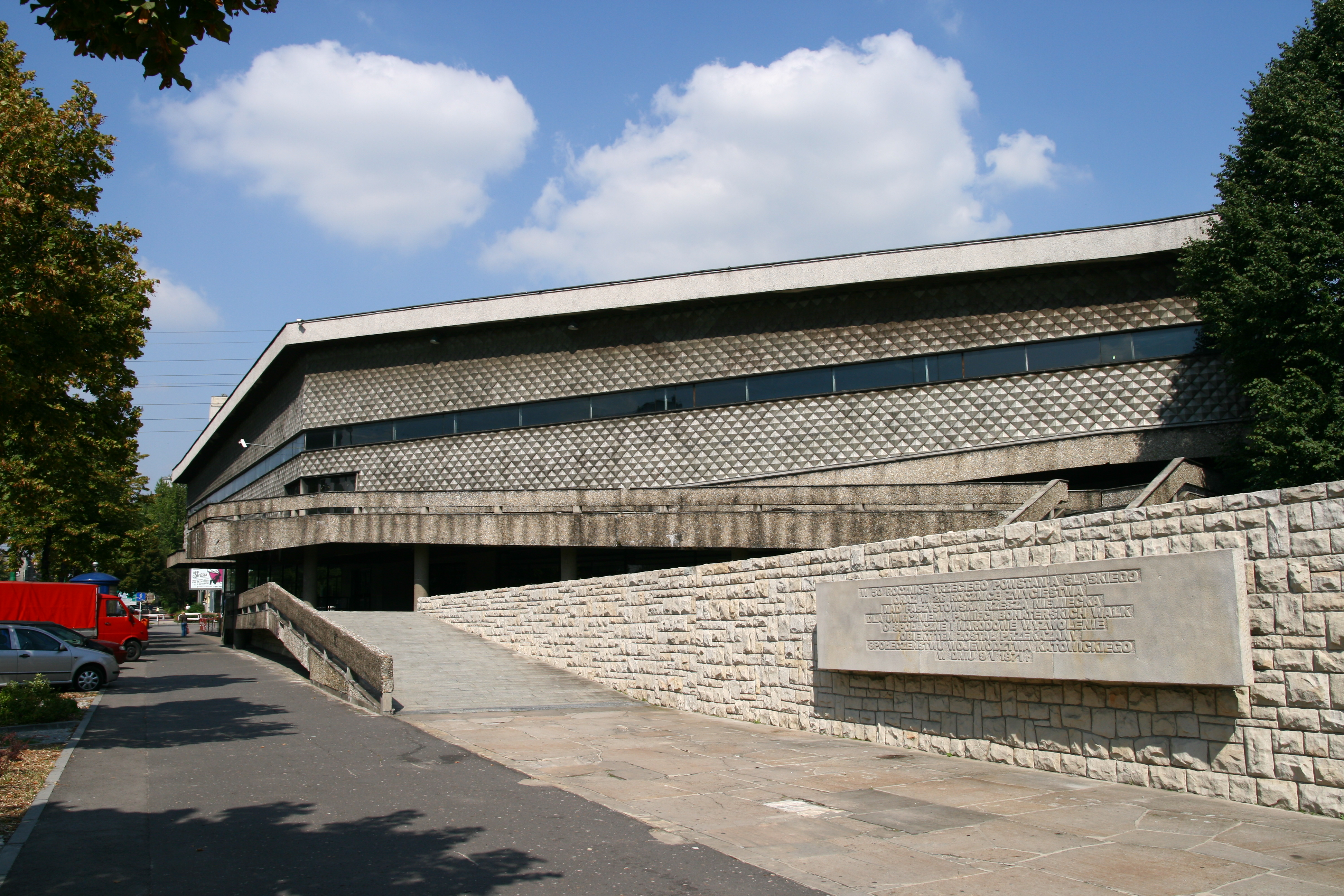
La patinoire annexe